# Холмс, Роберт (композитор)
Роберт Холмс (англ. Robert Holmes) — композитор, проживающий в Соединенных Штатах Америки. Принимал участие в создании композиций к разным компьютерным играм, но наиболее известен созданием музыки к серии игр Gabriel Knight. Некоторые из наиболее запоминающихся работ звучат во второй части серии, для которой он написал значительную часть оперы, которая сыграла ключевую роль в сюжете игры.
Женат на Джейн Дженсен, создавшей Gabriel Knight. От прошлого брака есть дочь Роли Холмс (англ. Raleigh Holmes), с которой они вместе выступают в группе The Scarlet Furies.

## Упоминания
1. Ingrid Heyn (Adventure Classic Gaming). The music and the mystery of Robert Holmes (2006). Дата обращения: 2006. Архивировано 19 мая 2013 года.